# Albert Marth
Albert Marth (n. 5 mai 1828, Kołobrzeg, Regatul Prusiei, Imperiul German – d. 6 august 1897, Heidelberg, Imperiul German) a fost un astronom german care a lucrat în Anglia și în Irlanda.
După ce a studiat teologia la Universitatea Humboltd din Berlin a studiat astronomia la Universitatea din Königsberg.
În anul 1853 a mers în Anglia să lucreze pentru George Bishop. În acea vreme, locurile de muncă plătite în domeniul astronomiei erau destul de rare.
Albert Marth a lucrat în Malta ca asistentul lui William Lassell. A descoperit circa 600 de nebuloase. De asemenea, a descoperit asteroidul 29 Amphitrite și obiecte din Noul Catalog General de Nebuloase și Roiuri de Stele (NGC 3, NGC 4, NGC 15, NGC 30, NGC 138, NGC 139 etc.).
În anul 1883 până în anul 1897 a lucrat în Irlanda la Observatorul Markree.
Albert Mart a creat efemeride lungi despre corpuri din sistemul nostru solar.
Cratere de pe Lună și de pe Marte au fost numite după el (de exemplu Craterul lunar Marth).

## Legături externe
- Albert Marth pe adsabs.harvard.edu